# George Byng (7e vicomte Torrington)
Pour les articles homonymes, voir George Byng et Byng.
George Byng, 7e vicomte Torrington, (né le 9 septembre 1812 - mort le 27 avril 1884), est un courtisan et le 9e gouverneur du Ceylan britannique.

## Biographie
George Byng était le fils du vice-amiral, George Byng, dont il obtiendra son statut de vicomte à ses 18 ans en 1831.
À son décès en avril 1884, son statut de vicomte sera transmis à son neveu George Byng.